# Atlas des sols tunisiens
L'Atlas des sols tunisiens est un recueil de cartes pédologiques consacré aux sols de la Tunisie. Publié en 1999, cet atlas est la première typologie des sols tunisiens à dominance méditerranéenne et saharienne.

## Descriptif
« Référentiel pédologique synthétisant 40 années d'études des sols à l'échelle régionale », l'Atlas des sols tunisiens classifie 33 profils de référence en fonction des régions tunisiennes. Il se présente sous forme de fiches descriptives et analytiques en français.
Les profils dégagés se présentent de deux façons :
1. par zone bioclimatique (d'humide à aride inférieur) ;
2. par classification taxonomique, avec photographies.

Certaines coupes de sols, pourvues d'une datation, permettent de montrer les principales évolutions des sols tunisiens et du climat pendant les périodes du Quaternaire moyen et récent. L'ouvrage dresse par ailleurs un inventaire des travaux de mémoires de DEA et les thèses en sciences du sol (53 références) pour cette zone territoriale.

## Analyse
La première carte pédologique effectuée en Tunisie par André Fournet date de 1957 et concernait le nord du pays. En 1973, la direction des sols au ministère tunisien de l'Agriculture publie la première carte des sols au 1/500 000 de l'ensemble du territoire, aux fins de mettre en évidence leur nature et leur degré de potentialités agronomiques. La publication de l'Atlas des sols tunisiens, premier du genre pour la Tunisie, constitue la troisième étape dans la mise au point d'un outil diagnostique pour la valorisation des sols.
La Tunisie ne compte en effet que cinq millions d'hectares de terres agricoles : 30 % des sols tunisiens (djebels, ergs, sebkhas, chotts, lacs salés et espaces urbains) ne sont pas cultivables. Le fait que la Tunisie ait adhéré au nouveau protocole de Copenhague (décembre 2009) implique qu'elle mette en place des plans de reboisement et des programmes de valorisation des déchets. À ce titre, cet atlas constitue une base de données descriptives et analytiques permettant d'« évaluer les informations de la couverture pédologique selon les différents systèmes écologiques et bioclimatiques ».

## Auteur
L'auteur, Amor Mtimet, ingénieur pédologue de l'ancien Office de la recherche scientifique et technique outre-mer (ORSTOM, actuel Institut de recherche pour le développement) et docteur de l'Université Pierre-et-Marie-Curie (Paris VI), a exercé différentes fonctions au ministère tunisien de l'Agriculture. Il est président de l'Association tunisienne de la science du sol.

## Référencement
L'Atlas des sols tunisiens est référencé dans différentes bibliothèques françaises, dont celle de l'INRA (Montpellier SupAgro).